# Eparchia di Ščigry

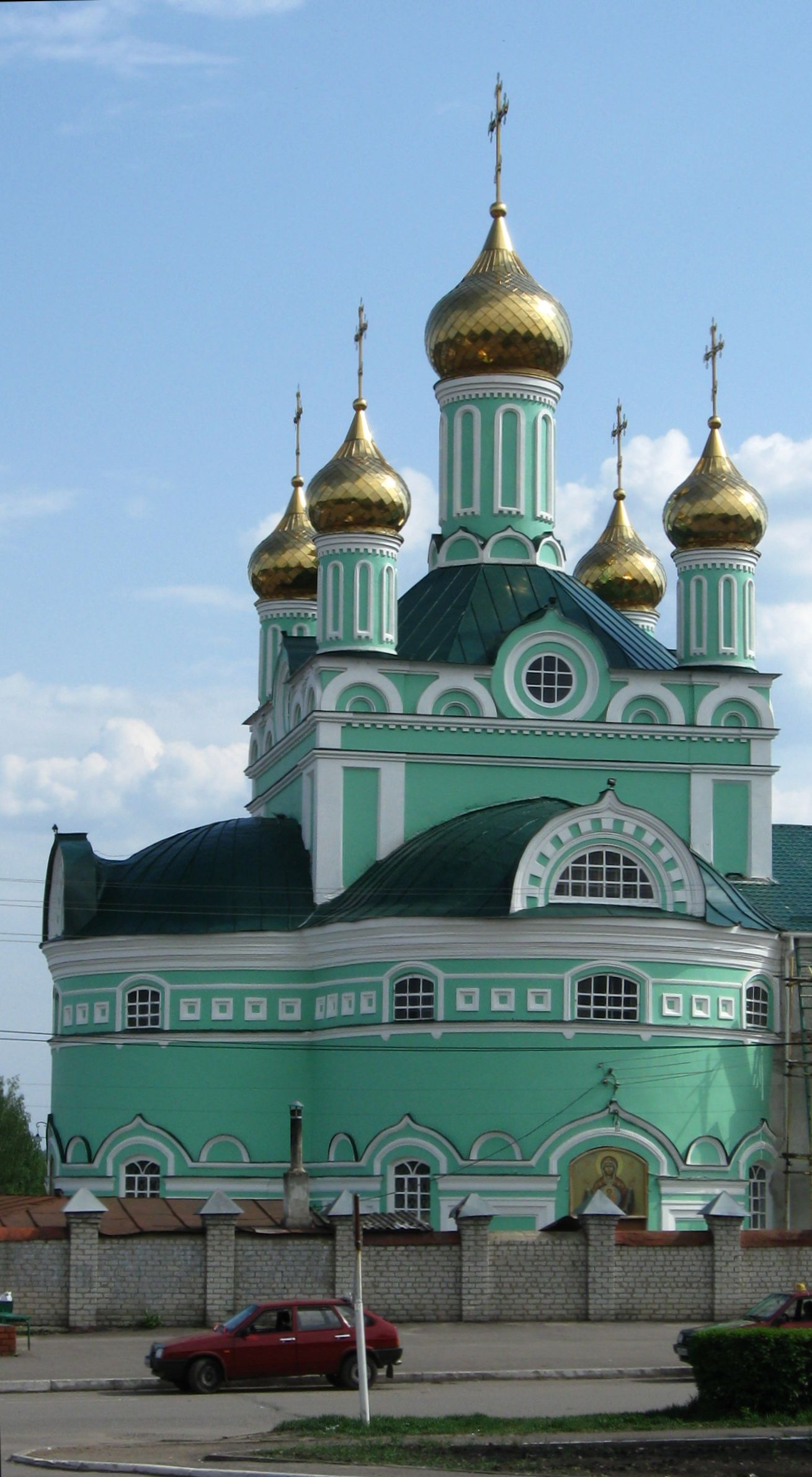
La cattedrale della Santissima Trinità di Ščigry.

L'eparchia di Ščigry (in russo Щигровская епархия?) è una diocesi della Chiesa ortodossa russa, appartenente alla metropolia di Kursk.

## Territorio
L'eparchia comprende la città di Ščigry e i rajon Goršečenskij, Kastorenskij, Manturovskij, Pristenskij, Sovetskij, Solncevskij, Timskij, Čeremisinovskij e Ščigrovskij della oblast' di Kursk nel circondario federale centrale.
Sede eparchiale è la città di Ščigry, dove si trova la cattedrale della Santissima Trinità.
L'eparca ha il titolo ufficiale di «vescovo di Ščigry e di Manturovo».

## Storia
L'eparchia è stata eretta dal Santo Sinodo della Chiesa ortodossa russa il 26 luglio 2012, ricavandone il territorio dall'eparchia di Kursk.